# RAMIRA
RAMIRA S.A. este o societate comercială cu capital privat ceh, situată în Baia Mare.

## Obiect de activitate
Obiectul principal de activitate este prelucrarea pieselor metalice prin așchiere și producția de subansamble metalice pentru liniile de asamblare si sudura  din industria de automobile.
Prelucrări metalice: frezare, strunjire, găurire, honuire, alezare, sudare, vopsire, montaj.

## Istoric
Firma a început să funcționeze în anul 1979, sub numele de IMUAS (Intreprinderea de Mașini-Unelte, Accesorii și Scule). Pentru beneficiarii externi, firma era cunoscută sub denumirea de RAMIRA.
La începutul anilor '90, aflată atunci în proprietatea statului român, datorită proastei administrări și datorită decăderii generale a pieței din fostele țări socialiste, și-a redus puternic activitatea, ajungând în 1997 pe lista întreprinderilor propuse pentru lichidare.
De la peste 2000 de angajați în 1990, s-a ajuns în anul 2000, când acționar majoritar a devenit grupul de firme Izoterom, la sub 100 de angajați și multe datorii acumulate la stat și la furnizori. Noul proprietar a început un program de restructurare și investiții, numărul de angajați crescând până aproape de 400 la începutul anului 2007.
Începând din anul 2009, ca urmare a crizei mondiale, comenzile și producția au scăzut, ducând la dificultăți financiare și chiar perioade de șomaj tehnic pentru angajați.
La sfârșitul anului 2013, pentru a evita intrarea în insolvență, firma a fost vândută companiei Chropyňská strojírna din Cehia, care era un vechi partener de afaceri al RAMIRA. După schimbarea proprietarului, au fost reluate investițiile în modernizarea capacității de producție și îmbunătățirea condițiilor de lucru.
In ultimii ani firma a avut parte de investitii majore din partea grupului Chropyňská strojírna astfel pe langa conditiile de lucru s-au imbunatatit si dotarile acesteia cu masini cu comanda numerica noi si nu numai.

## Dotare tehnică
Fabrica a beneficiat de tehnologii moderne în domeniul prelucrărilor metalice, disponibile la sfârșitul anilor '70. Între anii 1990 și 2000 nu s-a investit în dotarea tehnică, la momentul privatizării aceasta fiind relativ învechită.
Programul de investiții început după privatizare a dus la îmbunătățirea condițiilor de muncă și a calității produselor.
Au fost achiziționate mașini unelte noi cu comandă numerică, instalații moderne de măsurare tridimensională, a fost îmbunătățit sistemul informatic.
RAMIRA a obținut în ianuarie 2009 certificarea ISO 9001 pentru fabricarea de construcții metalice și părți componente ale structurilor metalice.

## Parteneri
Cei mai mulți beneficiari ai firmei sunt companii importante din domeniul producției de linii de asamblare și roboți pentru industria auto.
Începând din toamna anului 2006, RAMIRA a început să lucreze direct și pentru producătorul român de autovehicule Dacia. Pe lângă Dacia, RAMIRA are ca și clienți pe: Comau, Volkswagen, Audi, Mercedes, PSA, FFT, Mercedes, Kuka șamd.